# Faial (Santana)
Faial es la mayor freguesia del municipio de Santana, en las islas Madeira, Portugal.

## Etimología
Debe su nombre a los árboles llamados Faias (familia de las Miricaceas) que crecen a los alrededores de la freguesia y en las montañas.

## Datos básicos
- Fundada en 1551, la Población Actual es de 3.000 Habitantes
- Cuenta con un balneario.

- Datos: Q995608
- Multimedia: Faial (Santana) / Q995608

1. ↑  Worldpostalcodes.org,código postal n.º 9230-059.